# Sabrina Filzmoser
Sabrina Filzmoser, née le 12 juin 1980 à Wels, est une judoka autrichienne évoluant dans la catégorie des moins de 57 kg, autrement dit celle des poids légers. Elle est double championne d'Europe et est également double médaillée mondiale (bronze) en 2005 et 2010.

## Carrière
Entre 1997 et 1999, elle s'illustre dans les championnats internationaux juniors en remportant notamment un sacre européen ainsi que deux titres de vice-championne d'Europe. En outre, l'Autrichienne participe à de premières compétitions internationales seniors mais, aussi bien aux championnats d'Europe qu'aux championnats du monde de 1999, la jeune judokate est prématurément éliminée. En revanche, elle remporte son premier titre national et la première d'une longue série de médailles aux Mondiaux militaires. Auteur de premiers podiums dans des tournois de coupe du monde à partir de 2002, elle décroche sa première récompense internationale à l'occasion de l'Euro 2003 organisé à Düsseldorf. De nouveau médaillée de bronze européenne en 2005, elle réédite pareille performance aux championnats du monde disputés au Caire. Dans la foulée, elle enchaîne une troisième place au prestigieux Tournoi de Fukuoka et deux succès aux non moins relevés tournois de Paris et de Hambourg. Après une quatrième médaille de bronze continentale en carrière décrochée en 2007, elle conquiert son premier titre international lors de l'édition 2008 organisée à Lisbonne. Lors de la finale de ce tournoi européen, elle triomphe de l'Espagnole Isabel Fernandez par ippon. 

## Palmarès

### Championnats du monde
- Championnats du monde 2005 au Caire (Égypte) :
  -  Médaille de bronze en moins de 57 kg (poids légers).
- Championnats du monde 2010 à Tokyo (Japon) :
  -  Médaille de bronze en moins de 57 kg (poids légers).

### Championnats d'Europe
| Catégorie / Édition         | 2003 | 2004 | 2005 | 2006 | 2007 | 2008 | 2009 | 2010 | 2011 | 2012 | 2013 | 2014 |
| --------------------------- | ---- | ---- | ---- | ---- | ---- | ---- | ---- | ---- | ---- | ---- | ---- | ---- |
| Moins de 57 kg Poids légers | 3e   | 5e   | 3e   | 3e   | 3e   | 1er  | 7e   | 2e   | 1er  | 9e   | 2e   | 3e   |

### Divers
- Juniors :
  -  Médaillée de bronze aux championnats d'Europe juniors de 1997 à Ljubljana.
  -  Championne d'Europe juniors en 1998 à Bucarest.
  -  Vice-championne d'Europe juniors en 1999 à Rome.

- Principaux tournois
  - 3 podiums dont 2 succès au Tournoi de Paris (3e en 2002, 1er en 2006, 1er en 2008).
  - 4 podiums dont 1 succès au Tournoi de Hambourg (2e en 2003, 2e en 2005, 1er en 2006, 3e en 2007).
  - 2 podiums dont 1 succès au Tournoi de Moscou (2e en 2006, 1er en 2007).